# Лёгкие крейсера типа «Саутгемптон»
Лёгкие крейсера типа «Саутгемптон» — тип лёгких крейсеров Королевского военно-морского флота Великобритании времён Второй мировой войны. Всего для британского флота построено 5 единиц: «Саутгемптон» (Southampton), «Ньюкасл» (Newcastle), «Шеффилд» (Sheffield), «Глазго» (Glasgow), «Бирмингем» (Birmingham).
Относились к крейсерам типа Town первой серии. Стали британским ответом на японские крейсера типа «Могами».

## История создания
Началось всё с того, что флот Страны восходящего солнца заказал четыре крейсера типа «Могами», которые при стандартном проектном водоизмещении 9500 дл. т несли 15 155-мм орудий, 100 мм бортовой пояс и защиту артиллерийских погребов толщиной в 140 мм. При этом декларировали, что стандартное водоизмещение крейсеров 8500 дл. тонн. Формально эти крейсера считались лёгкими, но по силе они оказались сопоставимы тяжёлым. «Линдер» и «Сидней» которые несли четыре двухорудийные 6-дюймовые башни, имели скорость хода в 32,5 узла и защищались 3-дюймовой бортовой броней стали выглядеть на его фоне слабыми. В результате появился проект «Саутгемптона». Стандартное водоизмещение нового крейсера возросло до 9100 дл. т, полное было 11 530—11 836 дл. т. Основное вооружение 152-мм орудия теперь размещалось в четырёх трехорудийных башнях, толщина бортовой брони в районе машинно-котельных отделений была доведена до 4,5 дюйма, скорость и толщина броневой палубы остались на прежнем уровне.

## Конструкция

#### Артиллерийское вооружение
Артиллерийское вооружение крейсеров типа «Саутгемптон» включало двенадцать 152-мм и восемь 102-мм орудий.

### Бронирование
Вся броня — гомогенная, нецементированная.
114-мм броневой пояс «Саутгемптона» имел длину 98,45 м. Он опускался ниже ватерлинии на 3 фута (91 см), а по высоте доходил до главной палубы (в районе машинно-котельных отделений — до верхней палубы). Поперечные траверзы одинаковой толщины — 63 мм, броневая палуба — 32 мм. Рулевой привод сверху защищен 32-мм бронёй на уроне нижней палубы, а с боков — 37-мм внутренними продольными и поперечными экранами.
Электроэнергию вырабатывали четыре турбогенератора мощностью по 300 кВт по одному в каждом машинном отделении. Сеть постоянного тока питали два дизель-генератора мощностью по 300 кВт; третий (50 кВт) использовался в качестве аварийного.

## Служба
| Название      | Дата закладки киля  | Дата спуска на воду | Дата вступления в строй |
| ------------- | ------------------- | ------------------- | ----------------------- |
| «Саутгемптон» | 21 ноября 1934 года | 10 марта 1936 года  | 6 марта 1937 года       |
| «Ньюкасл»     | 4 октября 1934 года | 23 января 1936 года | 5 марта 1937 года       |
| «Шеффилд»     | 31 января 1935 года | 23 июня 1936 года   | 25 августа 1937 года    |
| «Глазго»      | 16 апреля 1935 года | 20 июня 1936 года   | 9 сентября 1937 года    |
| «Бирмингем»   | 18 июля 1935 года   | 1 октября 1936 года | 18 ноября 1937 года     |